# Onciale 064
- Papyrus
- Onciale
- Minuscules
- Lectionnaire

Le Codex 064, portant le numéro de référence 064 (Gregory-Aland), ε 10 (Soden), est un manuscrit du parchemin en écriture grecque onciale. 

## Description
Le codex se compose de 2 folios. Il est écrit en deux colonnes, dont 25 lignes par colonne. Les dimensions du manuscrit sont 28 cm x 21 cm. Les paléographes datent ce manuscrit du VIe siècle. C'est un palimpseste, le supérieur texte est syriaque.
Les est un manuscrit contenant les fragmentes du texte du Matthieu 25:15 - Marc 5:20 avec lacunes. 
Le texte du codex représenté type byzantin. Kurt Aland le classe en Catégorie V. 
Lieu de conservation
Le codex fut dispersé en trois partes. Il est actuellement conservé entre trois bibliothèques : 
codex 064 — 2 folios — Matt 27,7-30 ; conservé à la Bibliothèque nationale Vernadsky d’Ukraine (Petrov 17)
codex 074 — 10 folios — Matt 25; 26 ; 28 (fragmentes) ; conservé au Monastère St. Catherine du Sinaï (Sinai Harris 10);
codex 090 — 4 folios — Matt 26,59-70 ; 27,44-56 ; Marc 1,34-2,12 ; conservé à la Bibliothèque nationale russe (Gr. 276),.